# Ali ibn Salah al-Din
Alí ibn Salah-ad-Din fou imam zaidita del Iemen. A la mort de l'imam al-Nasir Salah al-Din el 1391, Ali el va succeir, però només fou reconegut com a imam de la gihad i va morir de pesta negra el 1436; el poder zaidita s'havia reconstituït a poc a poc però fou destruït pels tahírides del Iemen (1446-1517) especialment pel segon emir de la dinastia Abd al-Wahhab ibn Dawud després del 1478 fins que al-Hadi Izz al-Din ibn al-Hasan al final del segle, va restablir l'imamat zaidita.